# La Suivante
La Suivante est une comédie écrite par Pierre Corneille en 1634. Elle a été créée la même année à l'hôtel de Bourgogne.